# Lehion Kałusz
Lehion Kałusz (ukr. Легіон Калуш) – ukraiński klub hokeja na lodzie z siedzibą w Kałuszu.

## Historia
Klub został założony w 2022 na bazie kadry juniorskiej, która w sezonie 2021/2022 zdobyła brązowy medal w ukraińskiej Młodzieżowej Hokejowej Lidze. Trenerami drużyny zostali Albert Szafikow i Serhij Witer. We wrześniu władze klubu zgłosiły drużynę do sezonu mistrzowskiego 2022/2023.